# Кикнур
Ки́кнур — посёлок городского типа в Кировской области России, административный центр Кикнурского района и Кикнурского городского поселения.

## География
Посёлок расположен на правом берегу Большой Кокшаги при впадении в неё реки Ваштранга, в 200 км к юго-западу от Кирова и в 40 км к западу от Яранска.
К посёлку примыкают населённые пункты Кокшага, Большое- и Малое Шарыгино, Пелеснур, Путиново, Ермолкино. Рядом с посёлком проходит автодорога Нижний Новгород — Яранск — Киров.

## История
Впервые упоминается в 1555 году в Львовской и Никоновской летописях как черемисская Кикина волость. Также в 1686 упоминается в переписной книге марийских бортных угодий. В переводе с марийского название означает «рука и поле» или «горное поле».
Статус посёлка городского типа — с 1966 года.

## Население
| 1970  | 1979  | 1989  | 2002  | 2009  | 2010  | 2012  | 2013  | 2014  |
| ----- | ----- | ----- | ----- | ----- | ----- | ----- | ----- | ----- |
| 4130  | ↗5841 | ↗6654 | ↘5410 | ↘4666 | ↗4970 | ↘4816 | ↘4693 | ↘4604 |
| 2015  | 2016  | 2017  | 2018  | 2019  | 2020  | 2021  |       |       |
| ↘4565 | ↘4504 | ↗4521 | ↘4479 | ↘4386 | ↘4338 | ↘4151 |       |       |

Демография
Рождаемость на 1 тыс. чел. — 8,3. Смертность на 1 тыс. чел. — 20,5. Естественная убыль населения составила 12,2.
Материнской смертности нет. Младенческая смертность на 1 тыс. чел. родившихся живыми — 22,2.
Смертность населения в трудоспособном возрасте на 100 тыс. чел. — 848,9.

## Экономика
По сведениям официального сайта ЦЗН Кировской области, в экономике посёлка Кикнур доминирует государственный сектор: торговля и лесозаготовки. Предпринимательство развито в сфере услуг.

## Известные жители
- Ковальчик, Станислав Михайлович (1922—1985) — уроженец посёлка,  лётчик, участник Великой Отечественной войны, Герой Советского Союза;
- Токарева, Виктория Самуиловна (р.1937 г.) - известная писательница и сценаристка проживала в посёлке во время эвакуации (1941 - 1945 гг.).